# Agasias (Sohn des Menophilos)
Agasias (altgriechisch Ἀγασίας) war ein altgriechischer Bildhauer und Bronzegießer des frühen 1. Jahrhunderts v. Chr. aus Ephesos, der vor allem in Delos tätig war.

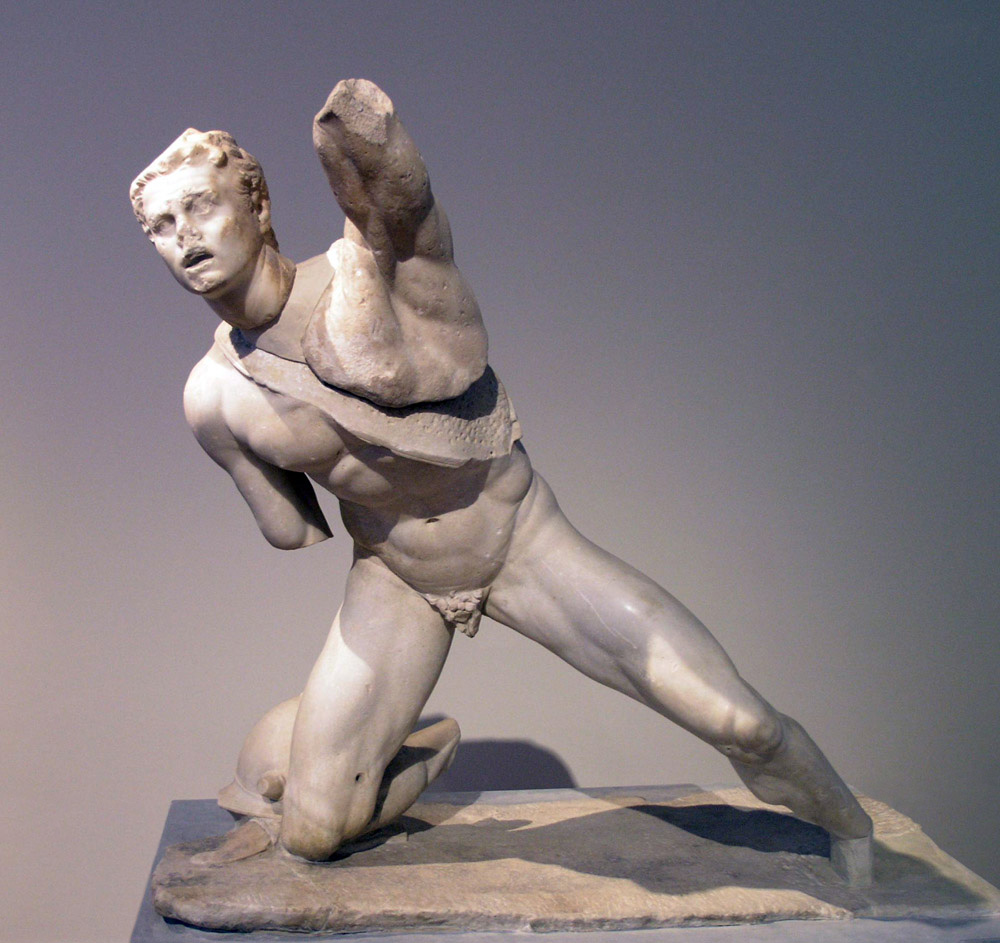
Der Verwundete Gallier aus Delos im Archäologischen Nationalmuseum Athen

Agasias war Sohn des ephesischen Bildhauers Menophilos und Enkel eines Agasias. Er war ein wohl etwas älterer Verwandter des gleichnamigen Bildhauers Agasias, der etwa dieselbe Schaffensperiode zwischen 110 und 60 v. Chr. hatte. Wie sein Vater Menophilos arbeitete Agasias vor allem auf Delos. Hier schuf er im Auftrag von Römern, die als Kaufleute auf Delos waren, mehrere Ehrenstatuen. Sie wurden auf der Agora, der sogenannten Agora der Italiener, aufgestellt. Darunter waren auch drei Monumente für römische Senatoren: für den Konsul des Jahres 88 v. Chr., Quintus Pompeius Rufus, für den Legaten Gaius Billienus (die Statue des Gaius Billienus wurde während des Mithradatischen Krieges beschädigt und später vom Bildhauer Aristandros aus Paros erneuert) und für Gaius Marius. Diese Inschrift nennt außer dem Künstler die Weihenden, in Alexandria ansässige Italiker. Sie wird mit einer auf der Agora gefundenen Statue eines Verwundeten Galliers in Verbindung gebracht. Auch ein Bronzekopf, der auf Delos gefunden wurde und stilistisch nahe dem Borghesischen Fechter seines gleichnamigen Verwandten anzusiedeln ist, wird häufig Agasias zugeschrieben. Zudem ist eine Zusammenarbeit mit dem Bildhauer Eutychides belegt.
Für das Heiligtum des Poseidon und der Amphitrite auf Tenos schuf Agasias zwei Bronzegruppen. Sie zeigen den Kampf des Eros mit Anteros in Gegenwart der Nike. Möglicherweise handelt es sich hierbei um eine Frühwerk des Künstlers. Die beiden Gruppen wurden vor dem großen Altar des Heiligtums aufgestellt, heute sind noch die Basen erhalten. Die Spuren der Bronzen lassen erkennen, dass beide Gruppen sich konzeptionell entsprachen. Die erhaltene Weihinschrift nennt neben dem Bildhauer und dem Motiv auch Publius Servilius Vatia Isauricus, den Prokonsul der Provinz Asia im Jahr 46 v. Chr., der Erneuerungen am Weihgeschenk vornehmen ließ.